# Cuculus lepidus
El cuco de la Sonda (Cuculus lepidus) es una especie de ave cuculiforme de la familia Cuculidae que vive en el sudeste asiático. En el pasado se clasificaba junto al cuco oriental (C. saturatus) y el cuco de Horsfield (C. optatus) en una sola especie, C. saturatus, pero en la actualidad se consideran especies separadas en función de sus distintos cantos, tallas y plumajes.

## Descripción
Mide de 29–30 cm de largo. Sus partes superiores, garganta y parte superior del pecho son de color gris oscuro. El resto de sus partes inferiores son de color crema con listas negras. Su cola es negruzca con motas blancas. Las hembras además tienen un morfo rufo, con las partes superiores pardo rojizo y las partes inferiores algo más claras, con listas tanto por encima como por debajo. El cuco oriental y el cuco de Horsfield tienen un aspecto similar al cuco de las Sonda pero son más claros y con las partes inferiores menos amarillentas y las listas de las partes inferiores más estrechas.
El canto del cuco de las Sonda generalmente consiste en una primera nota corta seguida de dos o tres más largas y bajas de tipo "hup" notes. El canto completo es más agudo que el del cuco oriental que emite tres o cuatro "hup".

## Taxonomía
Fue descrito como especie en 1845 por el naturalista alemán Salomon Müller. En 1940 fue incluido dentro de la especie del cuco chico (C. poliocephalus) por James Lee Peters en su obra Check-list of the Birds of the World. En 1975 J. H. Becking concluyó que formaba parte de C. saturatus basándose en las similitudes de su canta, el color, la estructura de la cáscara de sus huevos y la selección de huéspedes para criar a su polluelos. Ben King propuso en 2005 que debería considerarse una especie aparte por las diferencias de tamaño y plumaje y nuevos estudios sobre sus cantos.
Se suelen reconocer dos subespecies. C. l. lepidus es la forma que se encuentra en la mayor parte de su área de distribución y la subespecie C. l. insulindae que ocupa Borneo y puede distinguirse por sus partes inferiores más oscuras.

## Distribución y hábitat
Se extiende desde el sur de la península malaya por las islas de la Sonda: Sumatra, Java, Borneo, Bali, Seram y el resto de las islas menores de la Sonda, hasta Timor. El cuco de las Sonda no es migratoriro, a diferencia del cuco oriental y el cuco de Horsfield con los cuales solapa su área de distribución durante el invierno boreal. Habita en los bosques, principalmente en las regiones montanas. Se encuentra en altitudes entre los 950–1700 m en la península malaya, entre los 1300–2700 m en Borneo y por encima de los 1000 m en Java, Sumatra y la Wallacea. Se cree que su población está en lento declive pero todavía tiene un tamaño y extensión considerables por lo que está clasificado como especie bajo preocupación menor por BirdLife International.

## Comportamiento
Se alimenta principalmente de insectos, principalmente orugas, y también come frutos. Es un ave discreta difícil ve encontrar a no ser por su canto.
Es un parásito de puesta, las hembras ponen sus huevos en el nido de otras aves. Se ha registrado que parasitan los nidos del mosquitero coronicastaño en la península malaya, del mosquitero tribandeado y el mosquitero pechiamarillo en Sabah (Borneo) y del mosquitero tribandeado, el mosquitero de la Sonda y el cetia de la Sonda en Java. Sus huevos son blanquecinos con motas marrones.